# Kuopio universitet

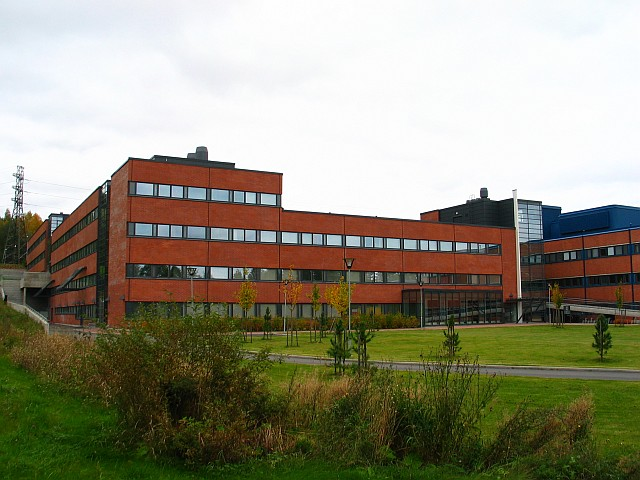
Mediteknia-huset

Kuopio universitet (finska: Kuopion yliopisto) var ett universitet i Kuopio i Finland, som sedan 1 januari 2010 ingår i Östra Finlands universitet. Tyngdpunkten i undervisningen låg på medicin och odontologi, och enheten för läkarutbildning var Finlands största. År 2008 var universitetet Kuopios tredje största arbetsgivare, efter Kuopio stad och universitetssjukhuset.

## Historia
Kuopio universitet hette fram till år 1983 Kuopio högskola (finska: Kuopion korkeakoulu). Universitetet grundades i och med tillkomsten av lagen om grundandet av högskolor från år 1966. Den egentliga verksamheten kom igång år 1972. Antalet studerande uppgick första året till 100 inom medicin och 30 inom naturvetenskap. Året därpå påbörjades undervisningen i odontologi, farmaci och miljöhygien. Den första doktorspromotionen genomfördes 1978. År 1979 införde Kuopio universitet, som den första högskolan i Finland, undervisning i vårdvetenskap. Den odontologiska fakulteten lades ner 1993.
År 2008 uppgick antalet studerande till 5 572; man hade 1 700 anställda, varav 112 professorer.
Universitet bildade den 1 januari 2010 en federation tillsammans med Joensuu universitet under namnet Östra Finlands universitet.

## Fakulteter
År 2008 var universitetet indelat i fem fakulteter. A.I. Virtanen-institutet, specialiserat på bland annat neurovetenskap och genterapi hade en fakultetliknande status.
- Farmaceutiska fakulteten (farmaci)
- Informationsteknologiska och handelsvetenskapliga fakulteten
- Naturvetenskapliga och miljövetenskapliga fakulteten
- Medicinvetenskapliga fakulteten
- Samhällsvetenskapliga fakulteten